# ヤマトパンクスの銀河巡礼概論
『ヤマトパンクスの銀河巡礼概論』（ヤマトパンクスのぎんがじゅんれいがいろん）は、ロックバンド・PK shampooのボーカルであるヤマトパンクスとPK shampooの元スタッフのアリマがパーソナリティを務めるラジオ番組。毎週水曜日20時更新。
お笑いラジオアプリGERA、SpotifyやApple Podcastsにて一部の放送回が配信されている。

## 概要
2020年5月27日に放送を開始した。
番組タイトルである「銀河巡礼概論」という言葉はヤマトの造語であり、PK shampooの楽曲「3D/Biela」の歌詞の一節からの引用である。
番組には有料のメンバーシップが存在しており、メンバーシップ会員限定で過去の全ての放送回の配信や会員限定音源などが配信されている。
2024年4月には、放送200回突破を記念して番組の過去3か月分の放送回の各種ポッドキャストでの配信がスタートした。ポッドキャストでの最新回の配信は放送の翌日（木曜）20時頃。
エンディング曲はPK shampooの「君の秘密になりたい」。

## 出演者
- ヤマトパンクス

ロックバンド・PK shampooのボーカル。

- アリマ
  - PK shampooの元スタッフ。
  - 高校時代に組んでいたバンドでオリジナル楽曲「おやすみコルチカム」を発表している[9]。2021年7月に開催された番組イベントでアリマがボーカルを執り本曲を歌唱した音源がメンバーシップ会員限定で公開されている[6]。
  - 高校、大学、専門学校に通ったがその全てを中退しており、最終学歴は中学校[10]。ラジオ内では度々アリマ自身の学歴が話題にあがる。

## コーナー
- つかみのコーナー

番組冒頭でのヤマトの挨拶を募集している。
- 博識アリマさん

第13回放送でコーナーに採用された。
- すごいよ！！ヤマトさん

ヤマトのすごいエピソードをリスナーから募集していた。
第88回の放送でコーナーに採用された。
第139回の放送で一夜限りの復活を果たした。
- 謝れ！アリマ

アリマを謝らせるコーナー。リスナーからアリマへの謝罪要求を募集していた。
- おいでよ！ヤマトさん

田舎に住むリスナーから、地元の良いところやヤマトに行って欲しい場所を募集するコーナー。
第113回から第137回まで行われていた。
150回記念の放送で、「本当に！『おいでよ！ヤマトさん』」として復活。
- 失敗談はお茶割りで洗い流せ！

リスナーから失敗談を募集し、お茶割りを飲んで忘れて良い失敗か反省した方が良い失敗かをヤマトとアリマで判断するコーナー。
- お茶割り危機一髪

第215回の放送でコーナーに採用された。
- ヤマちゃんの列島改造計画

第215回の放送でコーナーに採用された。

## 放送日程
| 1  | 5月27日  | 不良バンドマンGERAに参上？            |                                                                                            |
| 2  | 6月3日   | ピカチュウでも目は白い                |                                                                                            |
| 3  | 6月10日  | 中卒幻影旅団団長・床オ○ニストのアリマ |                                                                                            |
| 4  | 6月17日  | 製作裏話と玉金神経衰弱                |                                                                                            |
| 5  | 6月24日  | 自分の返り血はただの自分の血          |                                                                                            |
| 6  | 7月1日   | ヤマトパンクス、ホームレスになる。    |                                                                                            |
| 7  | 7月8日   | サプライズドライブ、大騒ぎ！          | ヤマトがホームレスになり番組の収録場所が無くなった影響で、ドライブしながらの収録となった。 |
| 8  | 7月15日  | ホームレス・ヤマトパンクス、海に行く  | ヤマトがホームレスになり番組の収録場所が無くなった影響で、ドライブしながらの収録となった。 |
| 9  | 7月22日  | 歯が折れたけど保険証ある、ラッキー！  |                                                                                            |
| 10 | 7月29日  | 未来のラジオスター、留年軍を結成      |                                                                                            |
| 11 | 8月6日   | 報われない、日本一のジャズギタリスト  |                                                                                            |
| 12 | 8月12日  | PK shampooの銀河巡礼概論              | ライブ前の機材車で収録。PK shampooのメンバーが全員出演した。                               |
| 13 | 8月19日  | ヤマト新居で初収録！                  | ヤマトの新居で初の収録。                                                                   |
| 14 | 8月26日  | mp3で5ギガある                        |                                                                                            |
| 15 | 9月2日   | あなたの前世はホタテです              |                                                                                            |
| 16 | 9月9日   | 前田っておもろい名字                  |                                                                                            |
| 17 | 9月16日  | 俺をそんなとこに立たすなよ            |                                                                                            |
| 18 | 9月23日  | あと200円高かったらキレてる           |                                                                                            |
| 19 | 9月30日  | 新木場と浪漫革命と                    | ゲスト・藤澤信次郎（浪漫革命）                                                             |
| 20 | 10月7日  | ヤンキーから身を守る学歴              | ゲスト・藤澤信次郎（浪漫革命）                                                             |
| 21 | 10月14日 | 十人十色の留年遍歴                    |                                                                                            |
| 22 | 10月21日 | 混沌の時間軸                          |                                                                                            |
| 23 | 10月28日 | とっかえひっかえバイト遍歴            |                                                                                            |
| 24 | 11月4日  | ハゲケア民間療法の始まり              |                                                                                            |
| 25 | 11月11日 | 録って出し京都秋の陣                  |                                                                                            |
| 26 | 11月18日 | 東京収録と伏線回収                    |                                                                                            |
| 27 | 11月25日 | 人はお酒を飲み続ける                  | アリマが欠席のため、マネージャーの吉村と作家のクシロと収録。                               |
| 28 | 12月2日  | 入社10年でも尖ってる                  | アリマが欠席のため、マネージャーの吉村と作家のクシロと収録。                               |
| 29 | 12月9日  | みんなで楽屋で大騒ぎ                  | ゲスト・PK shampoo、藤澤信次郎（浪漫革命）                                                 |
| 30 | 12月16日 | アル中の入院か、NSCか                 | アリマが欠席のため、ジン、ゆんたがゲストで登場。                                           |
| 31 | 12月23日 | ヤマト童貞説への反論                  | アリマが欠席のため、ジン、ゆんたがゲストで登場。                                           |
| 32 | 12月30日 | 大忘年会2020                          | アリマが欠席のため、龍ノ平がゲストで登場。                                                 |

| 33       | 1月6日   | 新春、アリマさん復活！                             |                                                                                   |
| 34       | 1月13日  | ヤマトが怒られない理由                             |                                                                                   |
| 35       | 1月20日  | 缶バッジと鋼鉄のハンマー                           |                                                                                   |
| 36       | 1月27日  | 圧巻の酔いヤマト                                   |                                                                                   |
| 37       | 2月3日   | 全員無職の実家住み、アリマ軍団                     | ゲスト・赤松、まさと 他                                                           |
| 38       | 2月10日  | 寝ても覚めてもアカマツ                             |                                                                                   |
| 39       | 2月17日  | 絶対的な王者と1997年の無職達                       |                                                                                   |
| 40       | 2月24日  | ヤマト&アリマの怒り新党                            |                                                                                   |
| 41       | 3月3日   | ツアー初日、火影にて。                             |                                                                                   |
| 42       | 3月10日  | メチャクチャにする気か！                           |                                                                                   |
| 43       | 3月17日  | 曲作りの手法とバンドの闇                           |                                                                                   |
| 44       | 3月24日  | 重大告知と銀河巡礼記                               |                                                                                   |
| 45       | 3月31日  | 立て続けの衝撃                                     |                                                                                   |
| 46       | 4月7日   | 焼きそばが飛び交う新歓                             |                                                                                   |
| 47       | 4月14日  | アリマのニット帽と10代の斜                         |                                                                                   |
| 48       | 4月21日  | 【ゲスト回】茅原実里さんと大はしゃぎ！             | ゲスト・茅原実里                                                                  |
| 49       | 4月28日  | まつりのあと                                       |                                                                                   |
| 50       | 5月5日   | 福島カイトの謎                                     |                                                                                   |
| 51       | 5月12日  | マリアナおかゆと新コーナー                         |                                                                                   |
| 52       | 5月19日  | ヤマトパンクスの結婚観                             |                                                                                   |
| 53       | 5月26日  | メールで祝う１周年                                 |                                                                                   |
| 54       | 6月2日   | はよ車出せ！！                                     |                                                                                   |
| 55       | 6月9日   | デカガリガリおじさん                               |                                                                                   |
| 56       | 6月16日  | 鬼やかりと海老蔵のタトゥー                         |                                                                                   |
| 57       | 6月23日  | 生協って何？                                       |                                                                                   |
| 58       | 6月30日  | 時速36km仲川さんとバンド談義                       | アリマが遅刻したため、仲川慎之介（時速36km）がゲストで登場。                      |
| 59       | 7月7日   | イベント直前会議とちいかわ愛                       |                                                                                   |
| 60       | 7月14日  | 無のニューシングル                                 |                                                                                   |
| 61       | 7月21日  | 1周年イベント東京編                                | 新宿ロフトプラスワンで開催された番組1周年イベントの模様をダイジェスト形式で放送。 |
| 62       | 7月28日  | なんでこんなことに…                                |                                                                                   |
| 63       | 8月4日   | 25歳でジュースを買うな                             |                                                                                   |
| 64       | 8月11日  | コミュ力についての一考察                           |                                                                                   |
| 65       | 8月18日  | ライブって楽しい～！                               |                                                                                   |
| 66       | 8月25日  | マスターナンバー持ちの2人                          |                                                                                   |
| 67       | 9月1日   | ヤマパニストと偽クシロ出現                         |                                                                                   |
| 68       | 9月8日   | 物販のアリマさん=クリロナ説                        |                                                                                   |
| 69       | 9月15日  | 【ゲスト回】ハヤシングとツーカーになろう！         | ゲスト・林直大（多次元制御機構よだか）                                            |
| 70       | 9月22日  | 関大前と新木場スタジオコースト！？                 |                                                                                   |
| 71       | 9月29日  | ヤマトさんの先見の明                               |                                                                                   |
| 72       | 10月6日  | まだジャケットもない                               |                                                                                   |
| 73       | 10月13日 | アリマの偏見´s EYE                                 |                                                                                   |
| 74       | 10月20日 | ヤマトさんの飲み続け東京紀行                       |                                                                                   |
| 75       | 10月27日 | 最強のこどおじ・アリマさん                         |                                                                                   |
| 76       | 11月3日  | 【2時間拡大】銀河巡礼概論・総力戦スペシャル        | 1stアルバム『PK shampoo.wav』のリリースを記念した拡大放送。                       |
| 77       | 11月10日 | コンビニでギリシャ人に殴られた！                   |                                                                                   |
| 78       | 11月17日 | ティガに勝ったヤマトと完全にやったアリマ           |                                                                                   |
| 79       | 11月24日 | 激動の一週間                                       |                                                                                   |
| 80       | 12月1日  | こんなことを言わせないでください                   |                                                                                   |
| 81       | 12月8日  | 俺はむしろいけた                                   |                                                                                   |
| 82       | 12月15日 | イワシのつみれが大好きです                         |                                                                                   |
| 83       | 12月22日 | 代表曲が星のスター                                 |                                                                                   |
| 総集編-1 | 12月29日 | 大忘年会ダイジェスト「アリマ、プロのオタクになる」 |                                                                                   |

| 総集編-2      | 1月5日   | リスナーオススメの名フレーズ！                                 |                                      |
| 84            | 1月12日  | バズリズム7位がぼっち鍋配信                                    |                                      |
| 85            | 1月19日  | 福島カイトの大学卒業計画                                       |                                      |
| 86            | 1月26日  | 札幌珍道中の言い訳、反論                                       |                                      |
| 87            | 2月2日   | 回転しすぎたハマチ論争                                         |                                      |
| 88            | 2月9日   | 俺のインサイドキック見たことある？                             |                                      |
| 89            | 2月16日  | アパ川柳見てたヤマトとウンチ風のアリマ                         |                                      |
| 90            | 2月23日  | リキッドルームの袖で寝転んでみた                               |                                      |
| 91            | 3月2日   | 妹に包丁で殺されかけた                                         |                                      |
| 92            | 3月9日   | 彼は物販に必要ないと思います。                                 |                                      |
| 93            | 3月16日  | 夜の神戸でリスナーと会えたら                                   |                                      |
| 94            | 3月23日  | 休日はリトルナップでコーヒー                                   |                                      |
| 95            | 3月30日  | こういうの嫌いか？お前らきっしょ！                             |                                      |
| 96            | 4月6日   | 分解すればカタルシスのために見てる                             |                                      |
| 97            | 4月13日  | すごいBy the Way                                               |                                      |
| 98            | 4月20日  | 沖縄滞在の死に日                                               |                                      |
| 99            | 4月27日  | ルートビアゴクゴクニキと理解できないアリマ                     |                                      |
| 総集編 2022GW | 5月4日   | 「博識アリマさん」傑作選                                       |                                      |
| 100           | 5月11日  | このラジオ、おもしろいザンビア                                 |                                      |
| 101           | 5月18日  | 話が長いミュー                                                 |                                      |
| 102           | 5月25日  | 知らん間に実家が引っ越してた                                   |                                      |
| 103           | 6月1日   | OUT1PM問題                                                     |                                      |
| 104           | 6月8日   | 俺たちラジオの奴隷                                             |                                      |
| 105           | 6月15日  | 俺ね、1番深いんすよ                                            |                                      |
| 106           | 6月22日  | ショットをラップして持って帰った                               |                                      |
| 107           | 6月29日  | 人間らしい生活をさせてくれ                                     |                                      |
| 108           | 7月6日   | 発売おめでとうと言われてもネコ                                 |                                      |
| 109           | 7月13日  | ネコの名前はMONEY                                              |                                      |
| 110           | 7月20日  | お誕生日イノベーションダイジェスト                             |                                      |
| 111           | 7月27日  | 新コーナーはシャークオンパッタイ？                             |                                      |
| 112           | 8月3日   | その見た目でビビるな！                                         |                                      |
| 113           | 8月10日  | 今日はラジオに怒りに来た                                       |                                      |
| 114           | 8月17日  | 大阪帰省、新世界は巧みの技                                     |                                      |
| 115           | 8月24日  | 割り箸が折れるほどケータリング食いたい                         |                                      |
| 116           | 8月31日  | 初の夏フェスBUSH BALLの余韻                                    |                                      |
| 117           | 9月7日   | 【ゲスト:クリトリック・リス スギム】似た者同士のヤマトとスギム | ゲスト・スギム（クリトリック・リス） |
| 118           | 9月14日  | 【ゲスト:クリトリック・リス スギム】スギムの過去と未来         | ゲスト・スギム（クリトリック・リス） |
| 119           | 9月21日  | インテリイケメンにしか許されない歩き方                         |                                      |
| 120           | 9月28日  | 面白人間オパロット                                             |                                      |
| 121           | 10月5日  | ダル絡み相手が大物、売れてきた証                               |                                      |
| 122           | 10月12日 | 誰がおヒゲたまごちゃんやねん                                   |                                      |
| 123           | 10月19日 | 才能を食いつぶすアホデュエリストたちとZepp                     |                                      |
| 124           | 10月26日 | 4時間待たされる電子レンジ                                      |                                      |
| 125           | 11月2日  | 人生で一番酔って終わってもた                                   |                                      |
| 126           | 11月9日  | 初の公開収録で才能が枯渇？                                     |                                      |
| 127           | 11月16日 | 兆楽アーティスト                                               |                                      |
| 128           | 11月23日 | 積み立てNISA式の逆張り                                         |                                      |
| 129           | 11月30日 | バンドTシャツ着てそんなんやめてくれ！                          |                                      |
| 130           | 12月7日  | 遅刻パンクス、FIFAに門前払い                                   |                                      |
| 131           | 12月14日 | 自転車に乗るしかないから寒いし暑い                             |                                      |
| 132           | 12月21日 | 行基呼ばなあかん                                               |                                      |
| 133           | 12月28日 | うんちマンの一個上は？                                         |                                      |

| 134 | 1月4日   | 新年あけましてお悩み相談SP                                 |                                                                              |
| 135 | 1月11日  | 2023新春、カワノと夢を追いかけた                           |                                                                              |
| 136 | 1月18日  | ラジオは身内ノリとえっち・ざ・ろっく                       |                                                                              |
| 137 | 1月25日  | ラジオの裏には悲しみの涙                                   |                                                                              |
| 138 | 2月1日   | 本州とのコネクトの位置                                     |                                                                              |
| 139 | 2月8日   | Zepp終わったし、自転車買お。                               |                                                                              |
| 140 | 2月15日  | めでたくアリマさん卒業？                                   |                                                                              |
| 141 | 2月22日  | イケてるラジオ、イケラジがやりたい                         |                                                                              |
| 142 | 3月1日   | なんで俺がずっとツッコミなん？                             |                                                                              |
| 143 | 3月8日   | 飲みに行く前にマクド行く                                   |                                                                              |
| 144 | 3月15日  | IKEAのベッドで寝てて出禁                                   |                                                                              |
| 145 | 3月22日  | ハンバーグ名探偵ヤマトの芽ネギ事件                         |                                                                              |
| 146 | 3月29日  | 10年東京いるのに大阪人すぎる                               |                                                                              |
| 147 | 4月5日   | 他人のほうとうを覗き込む中堅                               |                                                                              |
| 148 | 4月12日  | 私事ならしゃべるな！                                       |                                                                              |
| 149 | 4月19日  | 闇落ちパンクスin渋谷                                       |                                                                              |
| 150 | 4月26日  | めでたいめでたいお祝いの回                                 |                                                                              |
| 151 | 5月3日   | カットされた方が好き勝手言える                             |                                                                              |
| 152 | 5月10日  | ヤマトの性格は先祖譲り？                                   |                                                                              |
| 153 | 5月17日  | あなたPK shampooじゃない！                                 |                                                                              |
| 154 | 5月24日  | 【ゲスト:金属バット】柄にもない深いこと言っていい？        | ゲスト・金属バット                                                           |
| 155 | 5月31日  | 勝ち取ろう準レギュラー                                     |                                                                              |
| 156 | 6月7日   | 雨の渋谷で公開収録                                         |                                                                              |
| 157 | 6月14日  | 天才ヤマトさんの悩み                                       | アリマが欠席のため、ストック回を放送。                                       |
| 158 | 6月21日  | 沖縄でアホのオリンピック見学                               | アリマが欠席のため、マサラ（SLMCT）がゲストで登場。                          |
| 159 | 6月28日  | 大阪名物段ボールよさこいin沖縄                             |                                                                              |
| 160 | 7月5日   | おやすみコルチカム再録決定？                               |                                                                              |
| 161 | 7月12日  | ネタバレ=梅干しが好物                                      |                                                                              |
| 162 | 7月19日  | 搬入したんちゃうやろな！？                                 |                                                                              |
| 163 | 7月26日  | 名実ともに俺だけなん？                                     |                                                                              |
| 164 | 8月2日   | 隠れた名店、知ってる？                                     |                                                                              |
| 165 | 8月9日   | メジャーデビューさせたコロムビアの責任です                 |                                                                              |
| 166 | 8月16日  | 右手にアイスボックス、左手にコーラ                         |                                                                              |
| 167 | 8月23日  | ひとまずオナラマン                                         |                                                                              |
| 168 | 8月30日  | ヤマトパンクス、やめたい                                   |                                                                              |
| 169 | 9月6日   | 【ゲスト回】ヤマトさんも青春コンプレックス                 | アリマが欠席のため、これだから女子供は（ザ・シスターズハイ）がゲストで登場。 |
| 170 | 9月13日  | 【ゲスト回】お前バドミントン部やったん！？                 | アリマが欠席のため、これだから女子供は（ザ・シスターズハイ）がゲストで登場。 |
| 171 | 9月20日  | フェス入金率が3割台                                        |                                                                              |
| 172 | 9月27日  | もう少しで伝説だった                                       |                                                                              |
| 173 | 10月4日  | うんちぶりぶりくんの気持ちも考えて？                       |                                                                              |
| 174 | 10月11日 | この曲大正琴入るでぇ！                                     |                                                                              |
| 175 | 10月18日 | 路上ライブ2時間も見てたん？                                |                                                                              |
| 176 | 10月25日 | 和田アキ子さんと会ってきた                                 |                                                                              |
| 177 | 11月1日  | お水いただけますか？                                       |                                                                              |
| 178 | 11月8日  | 俺ら主人公ちゃうんかい                                     |                                                                              |
| 179 | 11月15日 | 今回も“しり”ばっかりに…                                    |                                                                              |
| 180 | 11月22日 | PK shampooは確実に売れてきてる                             |                                                                              |
| 181 | 11月29日 | インディーズラストラジオは排泄論文                         |                                                                              |
| 182 | 12月6日  | 俺のリリース日やぞ！                                       | PK shampooがメジャーデビューしてから初の放送。                               |
| 183 | 12月13日 | 【初めての方はこちらから】はじめまして！ヤマトとアリマです |                                                                              |
| 184 | 12月20日 | 【メンバーゲスト回】札幌にて、ケン様降臨！                 | ゲスト・ニシオカケンタロウ（PK shampoo）                                     |
| 185 | 12月27日 | 分かった。陰ディーズのこの1年の振り返りや。                |                                                                              |

| 総集編 2024年始 | 1月3日   | 吉村スペシャル！                             |                                                                    |
| 186             | 1月10日  | 【ゲスト回】ボーカルにしてはブスすぎる       | アリマが欠席のため、藤澤信次郎（浪漫革命）がゲストで登場。         |
| 187             | 1月17日  | 【ゲスト回】ヤマパンの株乱高下               | アリマが欠席のため、藤澤信次郎（浪漫革命）がゲストで登場。         |
| 188             | 1月24日  | ６万６千円はロックでぶっ飛ばす               |                                                                    |
| 189             | 1月31日  | モテモテ女子大学生の対偶                     |                                                                    |
| 190             | 2月7日   | 大雪リモートとiPhoneの使い勝手               |                                                                    |
| 191             | 2月14日  | 【ゲスト回】メンバーの祖父からのクレーム     | アリマが欠席のため、藤澤信次郎（浪漫革命）がゲストで登場。         |
| 192             | 2月21日  | 26歳アリマ、ヘルニアになる                   |                                                                    |
| 193             | 2月28日  | 巨人の痰みたいな布団                         |                                                                    |
| 194             | 3月6日   | 内側の仁、そとがわの石ツ                     |                                                                    |
| 195             | 3月13日  | 自転車にぶっとい鎖をつける仕事               |                                                                    |
| 196             | 3月20日  | ○ねから始まる人生相談                        |                                                                    |
| 197             | 3月27日  | 気づけば機材車もアリマもいなくて             | メンバーシップ用に録り貯めていた音源を放送。                       |
| 198             | 4月3日   | 皮に飲まれたバターコーン                     |                                                                    |
| 199             | 4月10日  | ヤマちゃん民営化                             |                                                                    |
| 200             | 4月17日  | 5大企画の花道を挟むチンチンロード            |                                                                    |
| 201             | 4月24日  | グローバルヤマトパンクス                     |                                                                    |
| 202             | 5月1日   | 叙述トリック脱力ラジオ                       |                                                                    |
| 203             | 5月8日   | 全国の店員は喋りかけるの禁止！               |                                                                    |
| 204             | 5月15日  | 身内の怖い話、連発                           |                                                                    |
| 205             | 5月22日  | 片手間で論破                                 | ヤマト1人での収録とメンバーシップ音源を合わせた放送。              |
| 206             | 5月29日  | 【ゲスト】ほんまもんの忘れらんねえよ柴田さん | ゲスト・柴田隆浩（忘れらんねえよ）                                 |
| 207             | 6月5日   | ジャケット納期前日に別府行くねん             |                                                                    |
| 208             | 6月12日  | あの時、邦ロック変えたなあ                   |                                                                    |
| 209             | 6月19日  | GDPを下げるイベント                          |                                                                    |
| 210             | 6月26日  | 日本で有数の忙しさ                           |                                                                    |
| 211             | 7月3日   | 【ゲスト回】名物店長ツアーで飲ませて仕上げる | 急遽アリマが欠席のため、ベーシストの島田将羅をゲストに迎えて放送。 |
| 212             | 7月10日  | 誕生日、屋形船を沈める                       |                                                                    |
| 213             | 7月17日  | ダイジェスト談義                             | イベント「談義」の模様をダイジェスト形式で放送。                   |
| 214             | 7月24日  | 笑いすぎてゲロ吐いた                         |                                                                    |
| 215             | 7月31日  | 印税は全額寄付するから新譜買って！           |                                                                    |
| 216             | 8月7日   | 売れかけてて忙しいから許して！               | メンバーシップ用に録り貯めていた音源を放送。                       |
| 217             | 8月14日  | 大盛況PSYCHIC FESの裏側                      |                                                                    |
| 218             | 8月21日  | ロンリーウルフはお盆も東京で過ごす           |                                                                    |
| 219             | 8月28日  | ギターを背負ってチャリで大爆走               |                                                                    |
| 220             | 9月4日   | 人の運の総量はメタちんちん                   |                                                                    |
| 221             | 9月11日  | ついに禁酒の病院に行ってきた                 |                                                                    |
| 222             | 9月18日  | 見た目は頑丈、中身は不眠症                   |                                                                    |
| 223             | 9月25日  | インスタ権限はく奪と告知とチンポ             |                                                                    |
| 224             | 10月2日  | 本部でイキる銀河三銃士                       |                                                                    |
| 225             | 10月9日  | SAの生クリームずんだと伝言メール             |                                                                    |
| 226             | 10月16日 | 性格の悪いメールと珍しい文章のメール         |                                                                    |
| 227             | 10月23日 | 俺のアイコス知りません？                     |                                                                    |
| 228             | 10月30日 | 銀河巡礼概論 秋のクイズ大会2024              |                                                                    |
| 229             | 11月6日  | まごころで磨き抜かれた京都線                 |                                                                    |
| 230             | 11月13日 | 吉マザファカ祥寺                             |                                                                    |
| 231             | 11月20日 | ENTPとCSDB                                   |                                                                    |
| 232             | 11月27日 | ヤマトの税金は宇宙規模                       |                                                                    |
| 233             | 12月4日  | 新幹線の席が体に馴染んだら、もう上野         |                                                                    |
| 234             | 12月11日 | メジャーデビュー1年、ラジオは5年             |                                                                    |
| 235             | 12月18日 | 会ったら何したい？挨拶！                     |                                                                    |
| 236             | 12月25日 | 煩悩だらけの2024年総振り返り                 |                                                                    |

| 237 | 1月8日  | お正月はゆったり“押しがけ”で             |  |
| 238 | 1月15日 | 20m+10m×5                                |  |
| 239 | 1月22日 | 副会長アリマと会長ヨシムラの生徒会ラジオ |  |
| 240 | 1月29日 | タコス屋になった後輩、上京珍道中         |  |

|   | 2023年7月24日  | おやすみコルチカム(Live ver.)            | Live at ロフトプラスワンWest 2021.7.21 |
| 0 | 2023年8月18日  | ついに始まったのに…！？                  |                                        |
| 1 | 2023年8月25日  | 部屋選びのこだわり                       |                                        |
| 2 | 2023年8月28日  | 大転落逆アリマ状態へのアドバイス         |                                        |
| 3 | 2023年10月7日  | この夏待望の新作ワシワイ                 |                                        |
| 4 | 2023年10月20日 | オナニー猿じゃん                         |                                        |
| 5 | 2023年12月5日  | アーバンな年越しのすすめ                 |                                        |
| 6 | 2023年12月30日 | オモロ仙人ヤマト                         |                                        |
|   | 2024年2月29日  | ヤマちゃん×次郎ちゃん 202402未公開トーク |                                        |
| 7 | 2024年12月29日 | 学生時代から悩みのないアリマ             |                                        |
| 8 | 2025年1月8日   | アリマ母とヤマト父の話                   |                                        |

## スタッフ
- クシロ / 近江路快速 - 構成作家

1999年滋賀県東近江市生まれ。京都大学経済学部在学中に、ネットラジオアプリGERAにて番組制作に携わる。

## イベント
- 1周年記念トークイベント - 2021/7/12(月)@新宿ロフトプラスワン（OPEN 17:15 / START 18:00）[20]
- 1周年記念トークイベント - 2021/7/21(水)@ロフトプラスワンWEST（OPEN 17:15 / START 18:00）[21]
- 大忘年会～飛ぶコツは振り向かないこと～ - 2021/12/18(土)@ロフトプラスワンWEST（OPEN 18:00 / START 19:00）[22]
- 2周年記念トークイベントお誕生日イノベーション - 2022/7/17(日)@新宿ロフトプラスワン（OPEN 12:30 / START 13:30）[23]
- 公開トークイベント - 2022/11/6(日)@新宿ロフトプラスワン（OPEN 18:15 / START 19:00）[24][25]
- 公開収録イベントvol.2～祝・3周年～ - 2023/6/2(金)@青山ダイヤモンドビル2階（OPEN 18:30 / START19:00）[26]
- 七月定期公演『談義』 - 2024/7/10(水)@新宿ロフトプラスワン（OPEN 18:15 / START 19:00）[27][28]